# 室伏信助
室伏 信助（むろふし しんすけ、1932年7月3日 - 2021年9月30日）は、日本の国文学者。跡見学園女子大学名誉教授。

## 来歴
愛知県名古屋市生まれ。1955年國學院大學文学部文学科卒業。1960年國學院大学大学院文学研究科博士課程単位取得満期退学。1965年跡見学園女子大学専任講師、1971年同助教授、1976年同教授。1993年、跡見学園女子大学名誉教授、東京女子大学文理学部教授。1996年『王朝物語史の研究』で、國學院大学より文学博士の学位を取得、角川源義賞を受賞。2001年、東京女子大学定年退任。

## 著書
- 『王朝物語史の研究』角川書店 1995.6
- 『王朝日記物語論叢』笠間書院 2014.10

### 編纂
- 『いま『源氏物語』をどう読むか』おうふう 1995.6
- 『角川必携古語辞典』山田俊雄、吉川泰雄共編 角川書店 1997.11
- 『大島本源氏物語』全十巻  角田文衛共監修 角川書店 1996.5
- 『大島本源氏物語の研究』角田文衛共監修 角川書店 1997.4
- 『源氏物語必携事典』秋山虔共編 角川書店 1998.12
- 『角川全訳古語辞典』久保田淳共編 角川書店 2002.10
- 『伊勢物語の表現史』笠間書院 2004.10
- 『人物で読む源氏物語』勉誠出版 2005.10～2006.11（二期以降十五巻を監修）
- 『テーマで読む源氏物語論』全四巻今西祐一郎共監修 勉誠出版 2008.6～2010.5
- 『竹取物語本文集成』秋山虔共編 勉誠出版 2008.9
- 『原寸影印 紹巴本竹取物語』秋山虔共編 勉誠出版 2008.10
- 『源氏物語大辞典』秋山虔共編 角川学芸出版 2011.2

### 校注
- 『全対訳 竹取物語』日本古典新書 創英社 1984.3
- 『源氏物語 新日本古典文学大系』全5巻・総索引、岩波書店 1993.1～1999.2
  - 『源氏物語』岩波文庫 全9巻、2017.7～2021.9

柳井滋、大朝雄二、藤井貞和、鈴木日出男、今西祐一郎共校注
- 『新版・竹取物語―現代語訳付き』角川ソフィア文庫 2001.3